# Hallo Fräulein!
Hallo, Fräulein! ist eine Musikkomödie von Regisseur Rudolf Jugert mit Margot Hielscher aus der Besatzungszeit im Nachkriegsdeutschland.

## Handlung
In Süddeutschland wenige Monate nach Kriegsende versucht der Kommandant der amerikanischen Besatzungstruppen die Freundschaft mit der einheimischen Bevölkerung zu fördern, indem er mit einer Musikstudentin, die von der Truppenbetreuung an der Ostfront zurückkehrte, eine Musikshow organisiert. Durch Einladung eines internationalen Orchesters erreichen sie eine Völkerverständigung, auch wenn sich die Studentin am Schluss entschließt, lieber einen örtlichen Ingenieur zu heiraten, als den amerikanischen Soldaten.

## Produktionsnotizen
Der Film wurde im Atelier der Bavaria Film in Geiselgasteig gedreht. Die Außenaufnahmen entstanden in Oberammergau, Garmisch und Neubiberg. Die Uraufführung erfolgte am 13. Mai 1949 in Hamburg.
Bei den Dreharbeiten zu dem autobiografisch angehauchten Film lernte Margot Hielscher den Filmkomponisten Friedrich Meyer kennen, den sie 1959 heiratete.
Mit Hallo Fräulein hatte Margot Hielscher nach Kriegsende ihren Durchbruch beim Film.
Viele Margot-Hielscher-Fans besitzen die CD Ein Mädchen aus Berlin, die durch die Doppel-CD Hallo Fräulein ergänzt wird.
Beim Wiedersehen in der Salto Mortale-Folge München gibt Margot Hielscher vor ihrer Pferdedressur ihrem Zirkusdirektor (Hans Söhnker) einen Zuckerwürfel.

## Kritiken
„Margot Hielscher, die schwarze jugendliche deutsche Film-Schlange, hat die Idee für den Film nach eigenen romantischen Erlebnissen geliefert.“

„[...] ein Fest für show-hungrige Augen und jazzdurstige Ohren [...]“